# 沃尔弗拉姆·冯·里希特霍芬
沃尔弗拉姆·冯·里希特霍芬男爵（德語：Wolfram Freiherr von Richthofen，1895年10月10日—1945年7月12日），為第二次世界大战中的德国将军和空军元帅。 
他生于德国西里西亚，在一次大戰中本來不是飛行員，而是参加骑兵部队，在東線服役一直到1917年9月為止。1925年加入秘密成立的德国空军，名义上他仍然是骑兵军官，实际身份是空军和总参谋部军官。1933年希特勒上台，里希特霍芬上尉正式脱离骑兵，进入空军参谋部任职，主管飞机设计和试飞处。
他的堂兄是擊落80架敵機的傳奇飛行員，紅男爵曼弗雷德·馮·里希特霍芬上尉（紅男爵原本也是騎兵，1915年改行飛行員）。很可能是這個原因，沃爾夫岡最終從騎兵轉入空軍也成為一名戰鬥機飛行員。經過幾個月的訓練，小里希特霍芬於1918年3月正式加入他堂兄指揮的戰鬥機聯隊。一個月之後，紅男爵在一次戰鬥中被擊落陣亡。沃爾夫岡本人在戰爭餘下的幾個月時間也擊落了8架協約國飛機，成為空戰王牌。
1937年1月里希特霍芬中校接替霍勒中校出任“兀鹰军团”参谋长，司令是施佩勒少将。1938年11月1日任兀鹰军团司令官，晋升为少将军衔。在西班牙内战击溃共和政府空军主力。
1940年担任第8航空军军长，1942年3月1日晋升为上将，为当时德军唯一的四星级军长。7月14日升任第4航空队司令，第4航空队拥有整个德国空军54%的兵力，担任空袭斯大林格勒和空运补给的的任务，但是因為掩護的戰區更加廣泛，因此全體航空隊經常疲於奔命。1943年2月16日因战功而受到希特勒授予空军元帅的军衔。
1943年6月12日里希特霍芬被调到意大利出任第2航空队司令，1944年因脑癌退入后备役，回家休养，1945年7月12日在奥地利去世。
| 军职                       | 军职                                          | 军职                         |
| -------------------------- | --------------------------------------------- | ---------------------------- |
| 前任： 无                  | 第8航空軍军长 1939年7月19日 – 1942年6月30日   | 繼任： 马丁·菲比格航空兵上将 |
| 前任： 亚历山大·勒尔大將   | 第4航空队指挥官 1942年7月20日 – 1943年9月4日  | 繼任： 奥托·德斯洛赫大將     |
| 前任： 阿尔伯特·凯塞林元帅 | 第2航空队指挥官 1943年6月11日 – 1944年9月27日 | 繼任： 解散                  |